# Ju-jitsu

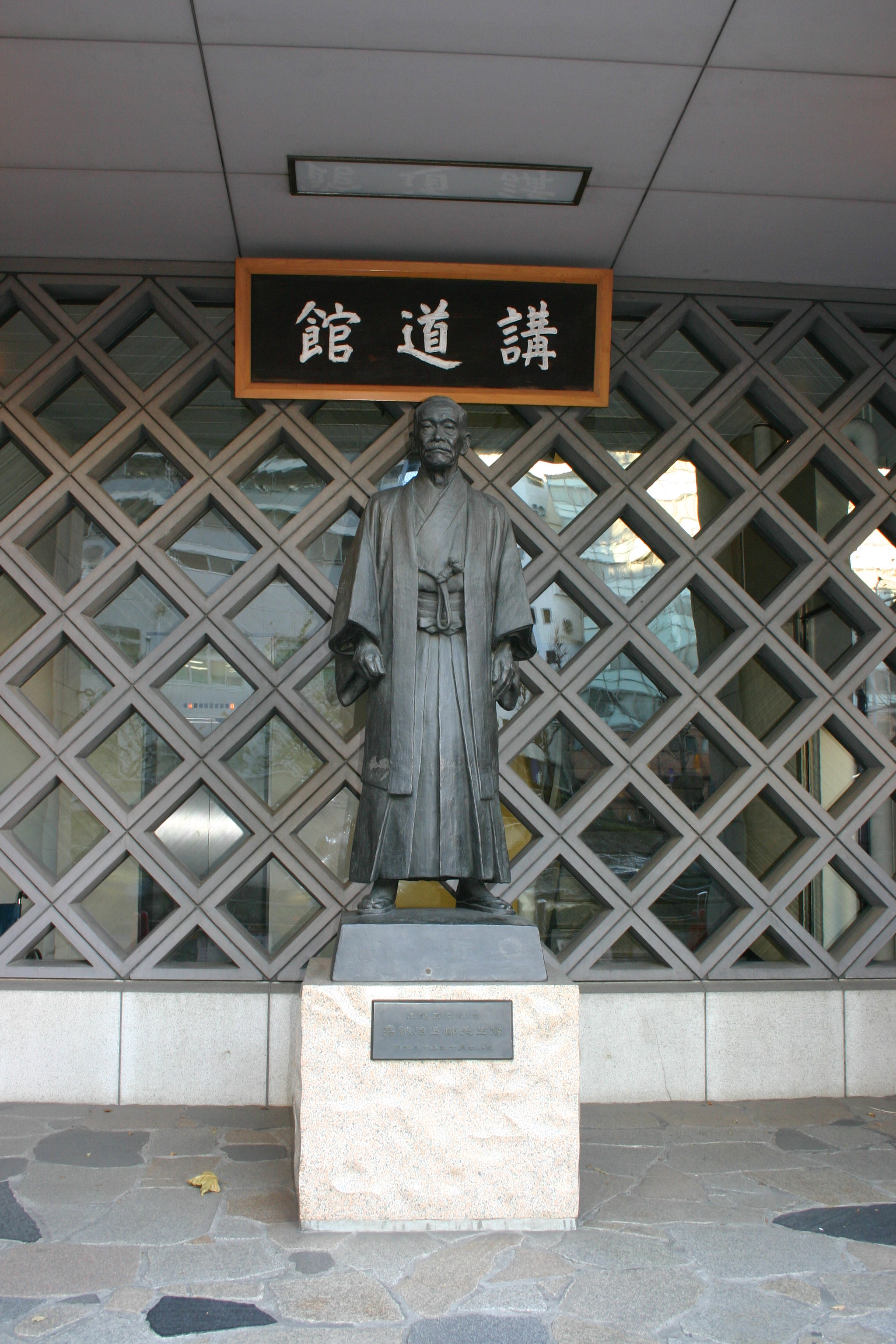
Pomnik Jigorō Kanō przed Instytutem Kōdōkan

Jiu-jitsu (jap. 柔術 jūjutsu; dosł. „sztuka ustępliwości”, „sztuka łagodności, miękkości”; jū (柔) „miękkość, łagodność, giętkość, elastyczność”, jutsu (術) „sztuka, technika, umiejętność”) – tradycyjna, japońska sztuka walki lub metoda walki wręcz, bez broni lub z użyciem małego oręża, stosowana w ataku i obronie, w starciu z jednym albo kilkoma uzbrojonymi lub nieuzbrojonymi przeciwnikami.

## Historia
Historia początków powstania jūjutsu jest nadal tematem wielu sporów. Jedni uważają, że jest to system rdzennie japoński – podobnie jak sumō – uznający za prekursora Hisamoriego Takenouchi, założyciela w 1532 roku, pierwszej formalnej szkoły jūjutsu w Japonii. Inni twierdzą, że jūjutsu pochodzi z Chin i zasługę przyznają przybyłemu w 1559 roku do Japonii mnichowi Chin Gen Pinh i sprowadzonemu przez niego kenpō. Jeszcze inni łączą powstanie tej sztuki walki z japońskimi lekarzami, którzy uczyli się w Chinach i system ten prawdopodobnie sprowadzili do Japonii. Wśród nich wyróżniał się lekarz z Nagasaki, Shirobei Akiyama Yoshitoki, któremu przypisuje się stworzenie szkoły Yōshin-ryüu i pierwszej zasady jūjutsu „ustąp, aby zwyciężyć”. Najbardziej prawdopodobne wydaje się trzecie wytłumaczenie, że w systemie tym zostały połączone techniki sprowadzone z Chin z technikami rdzennie japońskimi.
Niektóre ze starych szkół przetrwały do czasów współczesnych, np. Hontai-yōshin-ryū, Daitō-ryū-aiki-jūjutsu i Hakkō-ryū-jūjutsu.
W okresach Nara (710–784) i Heian (VIII–XII w.) w czasie przyjęć na dworze cesarskim organizowano walki o charakterze rytualnym o nazwie sechie-zumō. W okresie Edo (1603–1868) z tradycji tej powstała sztuka walki w samoobronie (bez broni) o nazwie jūjutsu (柔術). Rozpowszechniły się wówczas szkoły jūjutsu, które zaczęły jednak zanikać wraz z końcem ery samurajów po restauracji Meiji (1868).
W maju 1882 roku Jigorō Kanō (1860–1938), opierając się na jūjutsu stworzył dyscyplinę sportową jūdō (柔道), czyli „drogę miękkości, ustępliwości”. Zorganizował w tokijskiej świątyni Eishō-ji szkołę o nazwie Kōdōkan, stworzył system rang i klas: dan i kyū. Jego wysiłki uzyskały międzynarodowe uznanie, a w swoim kraju został nazwany „ojcem japońskiego wychowania fizycznego”. W 1960 roku jūdō (pol. dżudo) stało się dyscypliną olimpijską.

## Wyjaśnienia językowe
Ze względu na to, że dżudo (jūdō) wywodzi się z jū-jutsu niektóre wydawnictwa i słowniki traktują jūjutsu i jūdō jako synonimy. Podobnie jest ze słowem yawara,
które pojawia się w nazwach niektórych szkół. Jest to japońska wymowa tego samego znaku 柔 o tym samym znaczeniu, czytanego po sinojapońsku jako jū.
W nazewnictwie zachodnich (także polskich) sztuk walki pojawiło się przed laty słowo jūjitsu zapisywane w różny sposób: Jiu-Jitsu, jiujitsu, jujitsu, dżu-ditsu itp. Słowo takie o tym samym znaczeniu w języku japońskim nie występuje. Znak 術 nie ma bowiem wymowy jitsu. Z tego powodu np. portugalskie jiu-jitsu brasileiro, to po japońsku ブラジリアン柔術, burajirian jūjutsu.
Zmiana w wymowie jest wynikiem nieporozumień i błędów fonetycznych z przeszłości, kiedy używano wielu różnych, dowolnych transkrypcji (np. w dawnych tekstach niemieckich zapisywano Dschiu Dschitsu). W systemie międzynarodowej transkrypcji Hepburna słowo to pisze się jūjutsu. Natomiast forma jūjitsu (w różnych odmianach zapisu alfabetem łacińskim) – niepoprawna fonetycznie – przyjęła się w różnego rodzaju szkołach walki na Zachodzie.

## Sposoby walki
Tradycyjne jūjutsu nie było sztuką walki przeznaczoną wyłącznie do obrony. Miało „zniszczyć” przeciwnika i do minimum zmniejszyć możliwość kontrataku. Nie istniało pojęcie „zakazanych technik”. Pełny zakres technik jūjutsu obejmował: chwyty (kumi), rzuty (nage), trzymania (osae), dźwignie (kansetsu), duszenia (shime), uderzenia (uchi), kopnięcia (keri) oraz ataki na punkty witalne (kyūsho, tsubo).
Systemy jūjutsu są oparte na zasadzie jū yoku gō wo seisu (柔よく剛を制す, „miękkość pokonuje twardość”, „ustępliwość pokonuje siłę”, „elastyczną ustępliwością pokonać twardą siłę”). Na bazie tej koncepcji powstał pogląd, że chcąc pokonać silniejszego, słaby nie powinien mu stawiać oporu. Taka postawa w walce przyjęła się jako zasada, że słabszy musi ustąpić, dać się popchnąć lub pociągnąć, aby zniwelować przewagę przeciwnika. Jedna z późniejszych koncepcji jūjutsu zapoczątkowana w okresie Meiji (koniec XIX w.) to znana zasada: „ustąp, aby zwyciężyć”. Później na początku XX w. na bazie judo dołączono kolejną zasadę: „minimum wysiłku, maksimum skuteczności”. Istnieje też trzecia, przyjęta głównie przez szkoły oparte na goshin-jutsu (samoobrona): „czynić dobro sobie nawzajem, dla dobra ogółu”.
Obecnie większość szkół jūjutsu poza Japonią wprowadza do szkolenia rozwinięte techniki i elementy innych, często lokalnych systemów walki wręcz, dostosowane do potrzeb policji, wojska czy też realnej samoobrony.

## Odmiany jujutsu
Przykłady nowoczesnych odmian jujutsu (Modern Jujutsu) oraz systemów Nihon Jujutsu, z których część jest praktykowana w Polsce.
- Brazylijskie jiu-jitsu,
- Combat 1[b]
- Francombat[c]
- Goshin ryu Jiu jitsu[d]
- Idokan Yoshin-ryu jujutsu
- Jiu-Go ryu Jiu Jitsu[e]
- Jukado[f]
- Kempo Tai Jutsu
- Shinyo Shinden-ryu yawara (真柳心伝流柔)[g]
- Shizoku-Ryu Jiu-Jitsu[h]

Przykłady japońskich tradycyjnych szkół (koryū jūjutsu) w Japonii:
| - Araki-ryū Kogusoku (荒木流小具足) - Araki-ryū Gunyō Kogusoku (荒木流軍用小具足) - Araki-ryū Kenpō (荒木流拳法) - Daitō-ryū Aikijutsu (大東流合気術) - Daitō-ryū Aikijūjutsu Takumakai (大東流合気柔術琢磨会) - Enshin-ryū Iai Suemonogiri Kenpō (円心流居合据物斬剣法) - Hasegawa-ryū Yawarajutsu (長谷川流和術) - Hontai Yoshin-ryū Jūjutsu (本體楊心流柔術) - Iga-ryū Ha Katsushin-ryū Jūjutsu (為我流派勝新流柔術) - Kiraku-ryū Jūjutsu (気楽流柔術) - Kito-ryū Jūjutsu (起倒流柔術) - Ryushin Katchu-ryū Jūjutsu (柳心介冑流柔術) - Sekiguchi Shinshin-ryū Jūjutsu (関口新心流柔術) | - Shibukawa Ichi-ryū Jūjutsu (渋川一流柔術) - Shibukawa-ryū Jūjutsu (渋川流柔術) - Shingetsu Muso Yanagi-ryū Jūjutsu (心月無想柳流柔術) - Shosho-ryū Yawara (諸賞流和) - Suio-ryū Iai Kenpō (水鷗流 居合 剣法) - Takagi-ryū Jūjutsu • Kukishin-ryū Bōjutsu (高木流柔術 • 九鬼神流棒術) - Takeda-ryū Aiki-no-jutsu (武田流合気之術) - Takenouchi-ryū Jūjutsu (竹内流 柔術) - Takenouchi-ryū Jūjutsu Hinoshita Toride Kaisan (竹内流柔術日下捕手開山) - Takenouchi-ryū Jūjutsu Koshi-no-mawari Kogusoku (竹内流柔術腰廻小具足) - Tenjin Shinyo-ryū Jūjutsu (天神真楊流柔術) - Wadō-ryū Jūjutsu Kenpō (和道流柔術拳法) – współczesny styl karate z elementami wywodzącymi się z Ju-jitsu - Yagyū Shingan-ryū Daijutsu (柳生心眼流體術) |

## Skala stopni
| Kyū (stopnie uczniowskie) - Bez stopnia – mukyu - (10 – jikkyu/jukkyu) - (9 – kyukyu) - (8 – hakkyu/hachikyu) - (7 – nanakyu) - 6 – rokkyu – biały pas - 5 – gokkyu – biały lub żółty pas - 4 – yonkyu – biały lub pomarańczowy pas - 3 – sankyu – biały lub zielony pas - 2 – nikyu – biały lub niebieski pas - 1 – ikkyu – brązowy pas | Dan (stopnie mistrzowskie) - 1 – shodan – czarny pas - 2 – nidan – czarny pas - 3 – sandan – czarny pas - 4 – yondan – czarny pas - 5 – godan – czarny pas – renshi - 6 – rokudan – czarny lub biało-czerwony pas – renshi – shihan - 7 – shichidan/nanadan – czarny lub biało- czerwony pas – kyoshi - 8 – hachidan – czarny lub biało-czerwony pas – hanshi - 9 – kudan – czarny lub czerwony pas – hanshi - 10 – jūdan – czarny lub czerwony pas – hanshi |

- Na temat soke oraz shodai soke (po angielsku): www.usadojo.com/articles/mark-colangelo/its-soke-its-alright.htm

## Techniki jujutsu
W jujutsu występują: duszenia, rzuty, dźwignie (chwyty transportowe), blokowanie ciosów, a także szybkie kontrataki (ciosy, uciski) skierowane na czułe punkty ciała.

## Historia rozwoju jujutsu w Polsce
Jujutsu należy do najwcześniej w Polsce poznanych i uprawianych sztuk walk wręcz. Z braku wiarygodnych faktograficznych materiałów źródłowych trudno określić dokładną datę „przeszczepienia” tego systemu na polski grunt. Jednak już pod koniec XIX w. nieliczni z Polaków uczący się w Europie Zachodniej mieli kontakt z tą sztuką walki za sprawą przebywających tam Japończyków, nauczających policjantów i żołnierzy.
Jeszcze jednym źródłem informacji o jujutsu byli Polacy biorący udział w wojnie rosyjsko‑japońskiej. W latach zaborczej polityki caratu na Dalekim Wschodzie, w czasie wizyty Józefa Piłsudskiego w Tokio i podczas strajków i rewolucji w 1905 r. wielu Polaków miało bezpośredni kontakt z Japończykami znającymi jujutsu.
To, że nie znamy dokładnych dat i nazwisk polskich pionierów jujutsu, wynika m.in. z ówczesnej sytuacji politycznej (ale nie tylko). Istniała także swoista „izolacja” – o pewnych rzeczach mówiono tylko w zamkniętych kręgach towarzyskich. Jednak część informacji przedostała się do szerszego grona i spowodowała wzrost zainteresowania tym tematem. Sprzyjały temu głównie sprawozdania i informacje w prasie, opisujące skuteczność japońskiej sztuki walki.
Znana jest pierwsza pisemna wzmianka o tej egzotycznej wówczas dla Polaków sztuce walki. Można ją znaleźć w książce Gustave’a Weulersse pt. „Współczesna Japonia”, wydanej w 1904 r. nakładem spółki Gebethner i Wolff w Krakowie, jako bezpłatny dodatek dla prenumeratorów „Tygodnika Ilustrowanego”. Z francuskiego przetłumaczył ją Jan Lorentowicz.
Istotny wpływ na autorów polskich miało pierwsze wydanie w 1905 r. w Nowym Jorku, (znanej także w Europie) książki pt. „The Complete Kano Jiu-Jitsu (Judo)”. Jej autorami byli Harry Irving Hancock i Katsukuma Higashi. Książka ta najprawdopodobniej została oparta na wybranych i zmodyfikowanych technikach systemu tsutsumi hozan-ryū, który ćwiczył Higashi.
Inne znaczące pozycje dla polskich pionierów to wydane w 1905 r. w Stuttgarcie książki:
- pierwsza – pt. „Dschiu-Dschitsu. Die Quelle japanischer Kraft. Methodische Körperstählung und Athletische Kunstgriffe der Japaner”,  której autorem był H. Irving Hancock (wyd. J. Hoffmann);
- druga – pt. „Katsukuma Higashi – Das Kano Jiu-jitsu”, autorstwa Dr. Erwina Bälza[j] opartej na oryginale Hancocka i Katsukumy.

Pierwszą książką traktującą poważnie o jujutsu i samoobronie, uzupełnioną unikalnymi rysunkami, była „Źródło zdrowia, siły i zręczności”, napisana przez Zygmunta Kłośnika i wydana we Lwowie w 1907 r.
Drugim podręcznikiem, już opatrzonym zdjęciami i pierwszymi opisami technik jujutsu, była praca Wojciecha Szukiewicza „Japoński system fizycznego trenowania ciała dla młodzieży”, opublikowana w Warszawie w 1908 r.
Te dwie książki stanowiły pierwszą próbę propagowania egzotycznej sztuki wśród Polaków. Nie zabrakło w nich opisów różnych uderzeń i chwytów mających zastosowanie w samoobronie. Były też sposoby uwalniania się z chwytu za gardło, za klapy marynarki i obrony przed ciosem bokserskim.
W 1908 r. nakładem wydawnictwa M. ARCTA wydana została książka H. Irvinga Hancocka „Japoński system trenowania ciała dla młodzieży”, w tłumaczeniu Wojciecha Szukiewicza. Rok później Zygmunt Kłośnik, opublikował swoją książkę „Dżiu-dżitsu, czyli źródło zdrowia, siły i zręczności”.
Pomimo wcześniej wydanych książek, za początek rozwoju jujutsu w Polsce uważa się wczesny okres międzywojenny. Dostrzegając walory fizyczno-wychowawcze, zaczęto wdrażać ten system w programy szkoleniowe wojska i policji. W niektórych klubach również cywile mogli zapoznawać się z tą sztuką walki. W Centralnym Instytucie Wychowania Fizycznego w Warszawie nauczał Kazimierz Laskowski – najbardziej znana postać tego okresu.
Mimo przychylności władz i społeczeństwa, jujutsu nie zyskało jednak szerszej popularności. W okresie tym nauka polegała na opanowaniu pojedynczych „tricków” i sztuczek, dopasowanych do konkretnej sytuacji. Pojawiły się wtedy pierwsze prace teoretyczne na temat sztuk walki wręcz, między innymi podręcznik Waleriana Sikorskiego wydany we Lwowie w 1928 r.
Oprócz armii propagatorami jujutsu, a raczej samoobrony, były takie organizacje jak Polskie Towarzystwo Gimnastyczne „Sokół” czy polska YMCA (Chrześcijańskie Stowarzyszenie Młodzieży Męskiej), gdzie zajęcia prowadził m.in. Henryk Jeziorowski. Ten instruktor jest autorem książki „Walka wręcz dżu-dżitsu”, napisanej w 1923 r., a przeznaczonej dla instruktorów wojskowych. Jej drugie wydanie z 1927 r., decyzją Państwowego Urzędu Wychowania Fizycznego i Przysposobienia Wojskowego, zostało zalecone do wykorzystania w szkołach średnich do nauki wf.
Na wysokim poziomie stało nauczanie jujutsu w szkołach policyjnych, m.in. w Golędzinowie i Mostach oraz w CSWGiS (Centralna Wojskowa Szkoła Gimnastyki i Sportów) w Poznaniu. O nauczaniu jujutsu w CSWGiS pisał pod koniec lat 20. Alojzy Pawełek. Pojawiły się wtedy pierwsze prace teoretyczne na temat sztuk walk wręcz, między innymi podręcznik Waleriana Sikorskiego wydany we Lwowie w 1928 r.
Po likwidacji tej szkoły w 1929 r. kadra instruktorów zasiliła szeregi wykładowców Centralnego Instytutu Wychowania Fizycznego w Warszawie. Komendantem instytutu został płk Osmolski, wielki propagator i miłośnik jujutsu. Pomocni w rozwijaniu jujutsu w Polsce w tym okresie byli m.in. bracia Baranowie, płk Walerian Sikorski, por. Marian Skierczyński i Kazimierz Laskowski. Dzięki tej kadrze jujutsu wyszło poza mury uczelni, np. w formie pokazów jujutsu demonstrowanych w wielu szkołach średnich. Umożliwiło to uczniom i nauczycielom tych szkół naukę walki wręcz z elementami jujutsu w obszernych salach CIWF pod okiem fachowców.
Na początku lat 30. dla słuchaczy szkół policyjnych został wydany podręcznik pt. Zasady walki wręcz dżu-dżitsu autorstwa Czesława Adama Stronczaka (Warszawa 1931).
W 1931 r. w Przeglądzie Sportowym ukazał się artykuł o warszawskim ośrodku WF „W kuźni zdrowia i tężyzny sportowej”. Autor, dziennikarz Ryszard Mosin, wspomina o jujutsu prezentując na fotografii technikę obezwładniania przeciwnika poprzez wykręcenie ręki w stawie.
W 1934 r. przybyli do Europy dwaj Japończycy, aby przyczynić się do dalszego rozwoju jujutsu. Byli to dwaj mistrzowie: Kawamura i Kobayashi, posiadający 4 dan yoshin-ryu jujutsu. W tym samym okresie przybył do Polski japoński wizytator ds. jujutsu i judo, który bardzo wysoko ocenił poziom wyszkolenia polskich zawodników. Owym ekspertem był Shozo Kuwashima, 5 dan. Wykonał on kilka pokazów w Sopocie oraz szkolenia dla policjantów. Kuwashima przybył do Polski z USA, dokąd wyemigrował w 1916 roku. W 1936 r. w USA był partnerem w pokazach samego Jigorō Kanō. Kuwashima razem z Sachbel Welchem wydał w 1938 r. opracowanie „Judo: Forty-One Lessons in the Modern Science of Jiu-Jitsu”. W tym samym roku wspomniany już Kazimierz Laskowski (1899-1961), instruktor jujutsu, szermierki i boksu wydał podręcznik „Samoobrona w 17 chwytach”.
W okresie 1920–1939 najsilniejszymi ośrodkami jujutsu w Polsce były: Warszawa, Poznań, Kraków, Łódź, Katowice, Lwów i Wilno. Miasta te odegrały dużą rolę w propagowaniu nie tylko jujutsu, czy samoobrony, ale i innych dyscyplin sportu. Wzajemne ich uzupełnianie się wpłynęło na wysoki poziom tych dyscyplin. Dodatkowym, ważnym elementem było położenie kilku z tych miast w niedużej odległości od granicy z Niemcami, gdzie poziom jujutsu stał na wysokim poziomie.
Trzeba też wspomnieć o Wolnym Mieście Gdańsku. W latach 30. Polonia Gdańska wydała kolekcje rysunków przedstawiających różne dyscypliny sportowe i ich rolę w życiu człowieka. Swoje miejsce znalazło tam także jujutsu jako nowa i przydatna umiejętność. Pod rysunkiem przedstawiającym mężczyznę wytrącającego nóż opryszkowi znajduje się podpis: „Policjant nie może być wszędzie. Są sytuacje, w których człowiek musi sobie radzić sam. Poznaj więc ju-jitsu”.
Dalszy rozwój jujutsu w Polsce został przerwany wybuchem II wojny światowej. Prawie na 8 lat zamarła działalność ośrodków, szkół i uczelni prowadzących zajęcia samoobrony i jujutsu. Przez ten okres tylko nieliczne grupy wojskowych używały tych technik do działań przeciw wrogowi.
Po wojnie rozwój jujutsu w Polsce przebiegał dwiema różnymi drogami. Jeden kierunek wziął początek od powracających do kraju żołnierzy z polskich armii na Zachodzie. Większość z nich odbyła tam bowiem przeszkolenie z zakresu walki wręcz i samoobrony, szczególnie ci, którzy byli w oddziałach specjalnych, jak choćby „Cichociemni”. W drugim przypadku jujutsu rozwijało się wraz z judo sportowym.
W 1948 r. do programu nauczania warszawskiej AWF, wprowadzono samoobronę, opartą w większości na technikach jujutsu. Powoli jednak zaczynały do Polski docierać informacje o judo. Chęć rywalizacji sportowej spowodowała proces przekształcania się klasycznej samoobrony w interesującą dziedzinę sportu. Techniki samoobrony były traktowane jako techniki uzupełniające szkolenie zawodnika.
W 1956 r., kiedy w Polsce nie było jeszcze organizacji zrzeszającej sekcje judo i samoobrony, kraj stał się członkiem Europejskiej Federacji Judo. Rok później powstał Polski Związek Judo. W statucie tego Związku było zaznaczone, że obejmuje on swą działalnością również sztuki pokrewne, a wśród nich jujutsu.
Z biegiem czasu inne sztuki walki stały się kulą u nogi. W 1973 r. PZJ skreślił ze statutu sformułowanie o opiece nad innymi dyscyplinami. Instruktorzy i trenerzy judo, których nie interesowała rywalizacja sportowa, widząc zainteresowanie społeczeństwa formą samoobrony, odeszli ze Związku. Nie mając żadnej opieki zaczęli nauczać samoobrony. Większość technik oparta była na tzw. „metodzie Kano” – goshin-jutsu. W owym czasie wyjazd za granicę (choćby z powodów finansowych) w celach szkoleniowych był prawie niemożliwy. Nie mając nadrzędnej organizacji, ani żadnych sponsorów, powstałe sekcje nie mogły pozwolić sobie również na sprowadzenie instruktorów z zagranicy. Nieliczne tylko osoby, w czasie podróży zagranicznych, mogły poznawać inne kierunki tej walki.
W latach 80. nastąpiła eksplozja zainteresowania społecznego jujutsu i innymi rodzajami walk. Wpłynął na to szerszy dostęp do filmów i publikacji zagranicznych, a także większa możliwość wyjazdów. Niektóre ośrodki (prym pod tym względem wiodło Ognisko TKKF „Stadion”), nawiązały kontakty z federacjami zagranicznymi. Zaczęto wymieniać doświadczenia i okazało się, że wcześniej nabyta wiedza w połączeniu z nowymi technikami, pozwala na szybkie podniesienie poziomu technicznego i dorównanie do reszty Europy.
W marcu 1983 r. Europejska Unia Jujutsu, chcąc uhonorować polskie jujutsu, nadała 4 dan instruktorowi z Warszawy – Andrzejowi Trepte. Stopnie 2 dan otrzymali wtedy Jan Etmajer z Warszawy i Eugeniusz Sikora z Zielonej Góry. Posiadaczami stopnia shodan (1 dan) stali się Sylwester Kacprzak i Roman Puderecki – obaj z Warszawy. Były to pierwsze stopnie nadane oficjalnie Polakom przez organizację zagraniczną.
Zaczęto wówczas rozważać utworzenie organizacji ogólnokrajowej, zrzeszającej sekcje jujutsu i samoobrony z całego kraju. Kiedy wydawało się, że wszystko jest na najlepszej drodze ku temu, instruktor Andrzej Trepte wraz z grupą instruktorów pragnących specjalizować się w odmianie sportowej, odszedł z Ogniska TKKF „Stadion”.
W grudniu 1983 r., patronat nad rozwojem jujutsu w Polsce przejął znany działacz judo i samoobrony dr Krzysztof Kondratowicz. W maju 1984 r. odbyły się pierwsze warsztaty szkoleniowe, a w sierpniu tego samego roku zorganizowano kurs instruktorów samoobrony (nazwa jujutsu nie była w tym czasie zbyt mile widziana). W kursie tym wzięły udział 23 osoby, w tym 3 kobiety. Byli to m.in.: Andrzej Kaszyński, Paweł Nerć i Sylwester Konwerski z Nowego Dworu Mazowieckiego, Eryk Murlowski z Prudnika, Katarzyna Sołowiej, Wiesław Walczak, Jerzy Lewkowicz i Grzegorz Ignatowicz z Warszawy, Mirosław Kuświk i Jerzy Bartnik z Kalisza, Teresa Gąsiorowska, Szczepan Skurniak, Andrzej Krupski i Krzysztof Staniszewski z Poznania.
Od tego czasu zaczęto systematycznie organizować szkolenia i kursy instruktorskie. 18 maja 1985 r. w trakcie III warsztatów instruktorów jujitsu została powołana Krajowa Rada Instruktorów Sztuki Walki Jujutsu. Przewodniczącym Rady został Michał Śliwka z Krakowa, a jego zastępcą Jan Słopecki z Warszawy. Członkami rady zostali: Tomasz Auguściak, Marek Głowacki, Eryk Murlowski, Wojciech Malczak, Adam Twardy i Magdalena Łoza. Dr Krzysztof Kondratowicz został głównym opiekunem rady. W tym samym dniu została także powołana pierwsza Komisja Stopni Dan i Kyu, w składzie: Michał Śliwka, Jan Słopecki, Tomasz Auguściak, Wojciech Malczak, Adam Twardy, Magdalena Łoza i Krzysztof Staniszewski. Niejako z urzędu w skład komisji wszedł dr Kondratowicz. Wtedy też dokonano ostatecznego podziału kraju na kilkanaście obszarów (okręgów) i wytypowano instruktorów odpowiedzialnych za każdy z nich.
2 czerwca 1985 r. utworzona została V Komisja Stylowa Polskiego Związku Karate. Komisja ta zrzeszała style: aikido, doshinkan, jiu-jitsu, do-shin-kan, kyoksul, kung-fu wushu, wado ryu i tsunami. Przewodniczącym V Komisji Stylowej został dr Krzysztof Kondratowicz, zastępcą – Janusz Szymankiewicz, a sekretarzem Jan Braun. Członkami komisji reprezentującymi poszczególne style zostali: Marek Stefaniak, Marian Osiński, Ryszard Jóźwiak, Maciej Lisowski, P. Borowski, Krzysztof Staniszewski i Michał Śliwka.
W miarę upływu czasu i nawiązywania nowych kontaktów zagranicznych, niektórym instruktorom przestał wystarczać zasób technik oferowany przez program przygotowany przez dr Kondratowicza, oparty na metodzie Kano. Zaczęli specjalizować się w różnych odmianach jujutsu. Powoli stawało się widoczne, jak zaczynają łączyć się sekcje przy instruktorach, u których chcą pogłębiać swoją wiedzę. Było to zwiastunem zbliżającego się rozpadu organizacji.
W 1987 r. z KRISzWJJ odszedł Michał Śliwka, tworząc przy Polskim Związku Karate własną organizację pod nazwą Komisja JuJitsu. Część instruktorów przyłączyła się do nowej organizacji. Przewodniczącym Komisji został Michał Śliwka, jego zastępcami Eugeniusz Sikora (Zielona Góra) oraz Maciej Lisowski (Łódź).
23 kwietnia 1988 r. utworzono Polskie Centrum Jujutsu. W grudniu 1988 r. zostało zarejestrowane przez KMiKF, Polska Federacja Dalekowschodnich Sztuk Walki, w ramach której zaczęło działać Polskie Centrum Jujutsu. W 1989 r. odszedł z PCJJ – Krzysztof Kondratowicz. Przewodniczącym Centrum został Adam Twardy z Kalisza. W czerwcu 1989 r. instruktorzy skupieni przy K. Kondratowiczu powołali Polskie Centrum Jujutsu Goshin-ryu. W listopadzie 1989 r. w Opolu zostało oficjalnie zarejestrowane autonomiczne Centrum Jujutsu-Aikijujutsu KOBUDO KENKYUKAI, założone przez Eryka Murlowskiego. Powstało ono na bazie Opolskiego Ośrodka Japońskich Sztuk Walki KOBUDO KENKYUKAI, zarejestrowanego w lutym 1988 r. Prezesem został Adam Twardy z Kalisza, a dyrektorem technicznym Eryk Murlowski (Chrzelice, Opole).
Początek lat 90. zaowocował powstaniem nowych organizacji, m.in. Polskiej Federacji JuJitsu w Krakowie (22 czerwca 1990), Polskiej Akademii Jujutsu w Zielonej Górze (7 kwietnia 1990), Poznańskiego Ośrodka Ju-Jitsu/Ju-Jutsu w Poznaniu (14 października 1990), WS „BUDO” – AJJ w Warszawie (7 stycznia 1991), Stowarzyszenie Idokan Polska w Strzyżowie (od marca 1993), Polskiego Związku Jujutsu w Katowicach (10 listopada 1993), Polskiej Organizacji Jujutsu w Jaworznie (1993), czy też Międzynarodowej Federacji Modern Ju-Jitsu (26 stycznia 1996).
Było to momentem przełomowym. Od tej pory zaczęto tworzyć nowe organizacje i kluby, skupiające się przy osobach, które były dla nich autorytetami. Warto wymienić, choć nielicznych, z grona wielu, są to: Andrzej Trepte, Krzysztof Kondratowicz, Jan Słopecki, Michał Śliwka, Eugeniusz Sikora, Adam Twardy, Krzysztof Staniszewski, Eryk Murlowski, Ryszard Jóźwiak, bracia Krzysztof i Marcin Dawidowicz, Maciej Lisowski, Stanisław Cynarski, Roman Grzegorz, Ryszard Gumiński, Paweł Nerć, Wojciech J. Cynarski, Tomasz Auguściak i wielu innych.
Większość krajowych organizacji posiada atestację organizacji międzynarodowych, z których warto wymienić chociażby: EJJU, IFJJ, IJJF, WJJKO, ISJA czy też YOMAU. Ćwiczone są różne odmiany tej sztuki, od skrajnie tradycyjnej aż po systemy nowoczesne, ciągle żywe i rozwijające się. Na świecie, a również w Polsce, coraz większą popularność zdobywa jujutsu sportowe, jak również jego brazylijska odmiana. Nieliczne odmiany tradycyjnego jujutsu to Hontai Yoshin ryu, Yoshin ryu, Hakko ryu czy też Yawara.
Największe sukcesy w sportowym ju-jitsu przypadają na rok 2013. Reprezentanci Polski: Anna Polok, Martyna Bierońska, Emilia Maćkowiak, Tomasz Szewczak zdobywają medale na najważniejszych światowych imprezach: The World Games oraz Sport Accord Combat Games, które są odpowiednikami Igrzysk Olimpijskich dla sportów nie ujętych w programie IO. Kwalifikacją na te zawody były zdobyte wcześniej przez reprezentantów medale Mistrzostw Świata i Europy.